# Jayne Gackenbach
Jayne Gackenbach est une psychologue canadienne et chercheuse sur le rêve. Elle a consacré de nombreuses études au rêve lucide et à d'autres états modifiés de conscience. 
Après avoir obtenu son doctorat de psychologie expérimentale à l'Université Virginia Commonwealth en 1978, Jayne Gackenbach se consacra à la recherche à l'Université de l'Iowa du Nord pendant onze ans avant d'émigrer au Canada. Elle a été présidente de l'International Association for the Study of Dreams.
Elle enseigne actuellement à l'Université Grant MacEwan d'Edmonton et à l'Université Athabasca, toutes deux situées dans la province d'Alberta, au Canada. Elle est aussi auxiliaire du corps professoral au Saybrook Graduate School and Research Center. Elle est l'auteur de plusieurs ouvrages sur le rêve et sur le phénomène Internet. Ses intérêts de recherche les plus récents concernent les joueurs de jeux vidéo et le développement de la conscience.